# Provost (Alberta)
Provost es un pueblo canadiense situado en la provincia de Alberta.

## Superficie
Provost tiene una superficie de 4,75 km².

## Demografía
En 2021, tenía 1900 habitantes, una densidad poblacional de 400,1 hab./km², y 862 viviendas.